# Manfredi Ravetto
Manfredi Ravetto – włoski szef Caterhama w Formule 1.

## Kariera
Manfredi Ravetto jest absolwentem nauk ekonomicznych. Przez pięć lat był dyrektorem sportowym w Formule 3000 i Niemieckiej Formułe 3. Pracował także w dziale marketingu w zespole Formuły 1 Minardi. W 2003 roku został dyrektorem sportowym w zespole Team Draco Multiracing USA w Euro Formule 3000.
Ravetto był managerem kierowcy wyścigowego Bertranda Baguette’a. Pracował także w HRT F1 Team, gdzie zajmował się stroną biznesową zespołu. 2 lipca 2014 roku został zastępcą szefa w Caterhamie, a we wrześniu zastąpił Christijana Albersa na stanowisku szefa zespołu.